# Джерела пилоутворювання
Джерела пилоутворювання (рос. источники пылеобразования, англ. sources of dust, нім. Staubbildungsquellen n pl, Staubentwicklungquellen n pl) — поділяються на первинні — машини, механізми та операції, при роботі яких утворення пилу відбувається внаслідок механічного руйнування гірських порід, і вторинні — джерела, що виділяють в рудникову атмосферу раніше утворений або той пил, що раніше осів (навантаження, транспортування, скреперування та випуск гірничої маси, механічне і пневматичне закладання, екскаваторні та бульдозерні роботи і т. ін.).